# Couvent de Hermetschwil
Le couvent de Hermetschwil, appelé en allemand Kloster Hermetschwil, est une abbaye bénédictine consacrée à saint Martin et située sur le territoire de la commune argovienne de Bremgarten, en Suisse. Il est situé sur une petite colline qui surplombe le village de Hermetschwil, directement sur la rive ouest de la Reuss.

## Histoire
C'est en 1083 que l'abbaye de Muri s'agrandit avec la création d'un couvent de religieuses. Au cours du XIIe siècle, ces dernières sont déplacées à Hermetschwil où un nouveau couvent est bâti avec l'appui de Muri qui lui cède des terres et plusieurs droits souverains dans la vallée de la Reuss. Si l'administration du monastère est pris en charge par les religieuses dès l'an 1300, la direction spirituelle et temporelle reste entre les mains de l'abbé de Muri. Les religieuses de l'époque, venant principalement des familles de la région, bénéficiaient de conditions souples tant dans leur admission que dans leur vie monacale.
Après une courte période de déclin à la suite de l'introduction de la Réforme protestante, des règles plus strictes sont mises en place ; le monastère connait alors, à la fin du XVIe siècle et surtout pendant le XVIIe siècle, sa période d'apogée. Les bâtiments furent alors rénovés et étendus en trois étapes. Parmi les supérieures du couvent (qui prirent le titre d'abbesse dès 1636), on retrouve en particulier Maria Anna Brunner (de).
En 1712, les religieuses doivent provisoirement se réfugier à Lucerne à la suite de la seconde Batailles de Villmergen. À la suite de la proclamation de la République helvétique, le Parlement argovien vote la suppression du couvent en 1841. Brièvement rétabli deux ans plus tard, il est à nouveau supprimé en 1876 et ses biens mis aux enchères l'année suivante. Les religieuses restèrent cependant sur les lieux après avoir racheté l'un des bâtiments ; comme elles étaient frappées d'une interdiction d'accueillir de nouvelles novices, l'abbaye fut transformée en prieuré et transférée à Habsthal (de).
L'ensemble de l'abbaye est inscrite comme bien culturel d'importance nationale. Rétabli à nouveau en 1973, le couvent a à nouveau sa propre abbesse depuis 1985. Il s'agit d'Angelika Streule. Elle a reçu la bénédiction abbatiale de l'abbé de Muri-Gries (de).

### Activités
Reprenant une activité déjà attestée au XIe siècle, alors que les sœurs étaient encore à Muri, l'abbaye produit des hosties pour une centaine de paroisses situées dans la région du canton d'Argovie. La production quotidienne est de 190 litres de pâte.

## Source
- (de) Cet article est partiellement ou en totalité issu de l’article de Wikipédia en allemand intitulé « Kloster Hermetschwil » (voir la liste des auteurs).